# Cryphia muscicolor
Cryphia muscicolor är en fjärilsart som beskrevs av Igor Kozhanchikov 1923. Cryphia muscicolor ingår i släktet Cryphia och familjen nattflyn. Inga underarter finns listade i Catalogue of Life.